# Berniniella extrudens
Berniniella extrudens är en kvalsterart som beskrevs av Subías, Rodríguez och Mínguez 1987. Berniniella extrudens ingår i släktet Berniniella och familjen Oppiidae. Inga underarter finns listade.